# Lliga de Cambrai
La Lliga de Cambrai, una de les importants aliances associades a les Guerres d'Itàlia va ser una coalició contra la República de Venècia, organitzada en els dos tractats firmats a la ciutat francesa de Cambrai el 10 de desembre de 1508.

## Antecedents

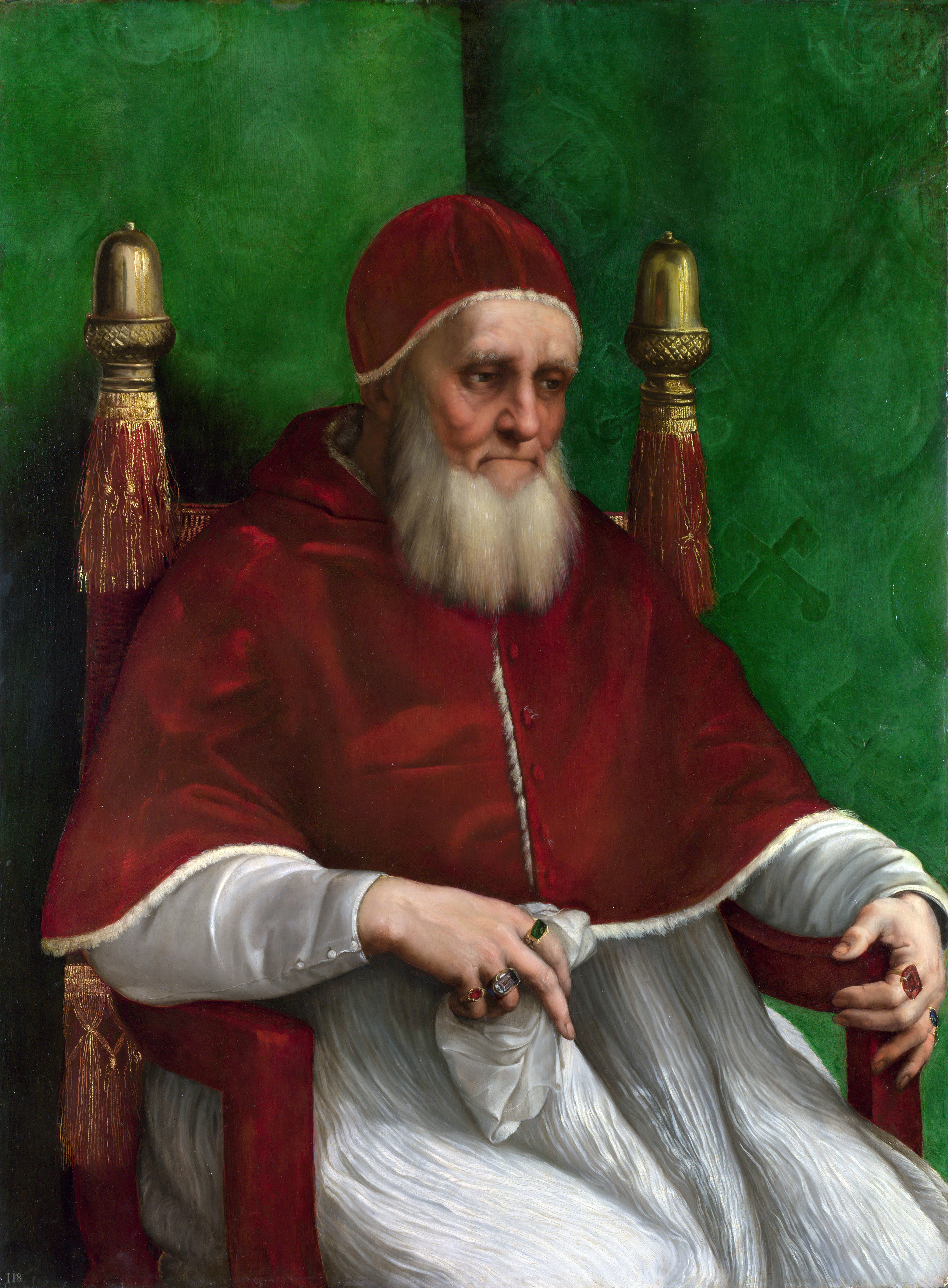
El Papa Juli II, pintat per Rafael

El papa Juli II volia intentar minvar per la força la influència de la República de Venècia al nord d'Itàlia i per a aconseguir-ho va idear una aliança entre les principals potències europees, que es va constituir entre Lluís XII de França, el papa Juli II, l'emperador Maximilià I d'Àustria i Ferran el Catòlic.
Si l'aliança tenia èxit, Venècia es veuria desposseïda de tots els seus territoris a terra ferma: l'acord preveia el complet desmembrament dels territoris venecians a la península Itàlica i el seu repartiment entre els aliats:
- Maximilià afegiria a la conquerida Ístria, els territoris de Verona, Vicenza, Pàdua i Friül,
- França uniria Brescia, Crema, Bèrgam i Cremona a les seves possessions milaneses,
- Ferran es quedaria amb Òtranto i
- Els Estats Pontificis es quedarien amb Rímini i Ravenna.

## Etapes del conflicte
La Guerra de la Lliga de Cambrai que se'n va derivar del tractat comprèn els anys 1508-16 de les Guerres d'Itàlia i pot ser dividit en tres guerres separades: la Guerra de la Lliga de Cambrai (1508-10), la Guerra de la Sagrada Lliga (1510-14), i la Primera Guerra italiana (1515-16). Al seu torn, la Guerra de la Sagrada Lliga pot ser dividida en la Guerra Ferraresa (1510), la Guerra de la Sagrada Lliga pròpiament dita (1511-14), una Guerra angloescocesa (1513), i una Guerra anglofrancesa (1513-14).
Els participants principals de la guerra, en la qual es va lluitar des de 1508 a 1516, eren el Regne de França, els estats pontificis, i la República de Venècia; a més, en diversos períodes, també hi va intervenir les Espanyes, el Sacre Imperi Romanogermànic, el Regne d'Anglaterra, el Regne d'Escòcia, el Ducat de Milà, Florència, el Ducat de Ferrara, i l'Confederació Suïssa.

## La guerra

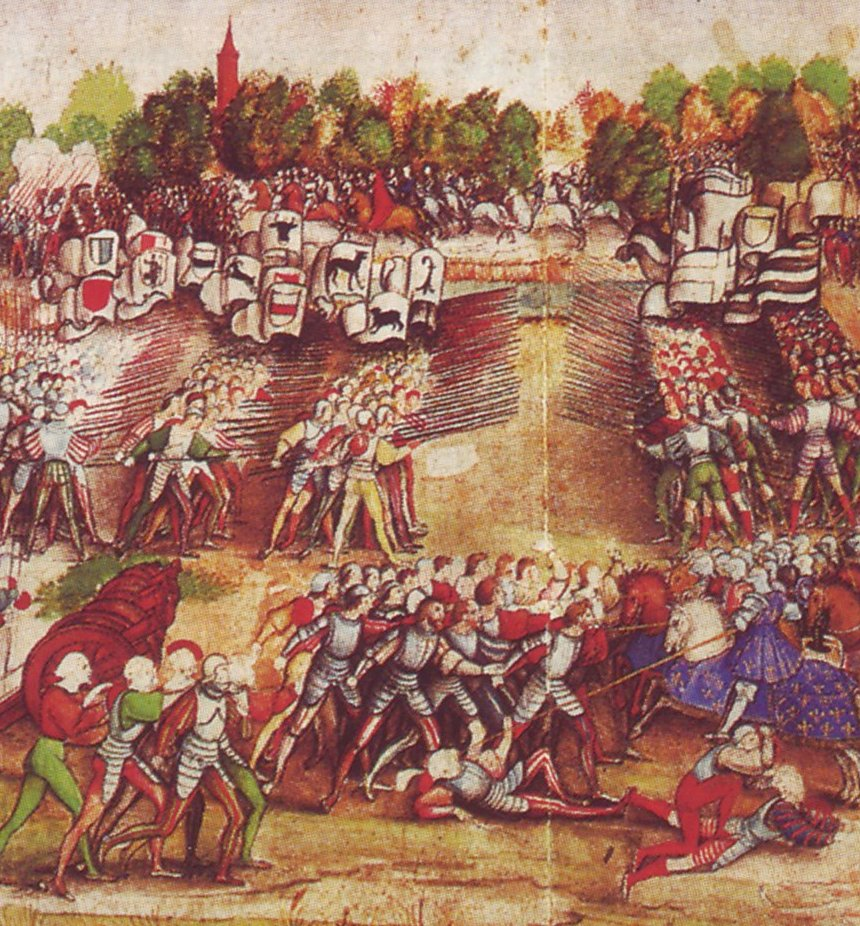
El 1515, l'aliança franco-veneciana derrota la Sagrada Lliga a la batalla de Marignano

El 15 d'abril de 1509 un exèrcit francès al comandament de Lluís XII de França va sortir de Milà i va envair el territori de la República de Venècia, i després de derrotar l'exèrcit venecià a la batalla d'Agnadello, van envair el Vènet i van marxar sobre Venècia. Per aturar l'avanç enemic, els venecians van reunir un exèrcit mercenari, prop de Bèrgam i Bartolomeo d'Alviano va derrotar la lliga al setge de Pàdua. Els venecians van iniciar una campanya de contraofensiva, recuperant una gran part del Vènet però patint una derrota a la batalla de Polesella.
El 1510, el papa Juli II va abandonar la Lliga i es va aliar amb els venecians contra França, després d'haver sospitat de les ambicions franceses a Itàlia, fet que va conduir a la dissolució definitiva de la Lliga el 1510.

## Conseqüències
L'aliança papal amb Venècia contra França finalment es va convertir en una Lliga Santa, que va eliminar el govern republicà i va reimposar els Mèdici a Florència. El 1512 Venècia abandonà aquesta aliança a favor d'una altra amb França. Sota la direcció de Francesc I de França, que havia succeït Lluís en el tron, francesos i venecians pogueren imposar-se gràcies a la seva victòria a la batalla de Marignano el 1515, cosa que va desfer la Lliga Santa; el nou papa Lleó X va renunciar a la idea de situar Maximilià Sforza al tron ducat de Milà. Mitjançant els tractats de Noyon el 13 d'agost de 1516 i Brussel·les, Maximilià I va lliurar la totalitat del nord d'Itàlia a França i Venècia, i així el mapa d'Itàlia va tornar essencialment a l'statu quo de 1508.